# Vlag van Michoacán de Ocampo

Vlag van Michoacán de Ocampo (ratio 4:7)

Vlag van de provincie Michoacán (ratio 4:7)

De vlag van Michoacán de Ocampo toont het wapen van Michoacán de Ocampo centraal op een witte achtergrond, waarbij de hoogte-breedteverhouding van de vlag net als die van de Mexicaanse vlag 4:7 is.
Net als de meeste andere staten van Mexico heeft Michoacán de Ocampo geen officiële vlag, maar wordt de hier rechts afgebeelde vlag op niet-officiële wijze gebruikt.

## Vlaggen van gemeenten

Vlag van Morelia